# Bipperlisi
Das Bipperlisi ist eine Meterspurbahn im Schweizer Mittelland:
- der eigentlichen Bipperlisi-Strecke der Solothurn-Niederbipp-Bahn, die nach mehreren Jahrzehnten Unterbruch wieder bis Oensingen verlängert wurde, und
- der weiteren Strecke von Niederbipp über Aarwangen nach Langenthal der Langenthal-Jura-Bahn.